# Zorro (televíziós sorozat, 1957)
A Zorro fekete-fehér, amerikai televíziós filmsorozat, amely Johnston McCulley jól ismert karakterének története alapján készült. Eredetileg 1957 és 1959 között sugározták Amerikában. Négy további epizód készült 1960 és 1961 között. Magyarul legalább háromféle szinkronváltozat készült: az első a hatvanas években, a második a kilencvenes években, a Magyar Televízió Walt Disney bemutatja blokkja számára, ahol 1992 és 1996 között vetítették; a harmadik 2009-2010-ben a Duna TV számára.
Zorro és Don Diego szerepét Guy Williams játszotta, akit a legtöbb néző és kritikus máig a legjobb Zorrónak tart.

A sorozatnak volt egy magyar szereplője is, Charles Korvin, José Sebastian Varga, a Sas szerepében. Korvin eredeti neve Kárpáthy Korvin Géza, aki Pöstyénben született, majd az Egyesült Államokba vándorolt ki. Egy másik magyar származású színész is játszott a sorozatban, a második évad utolsó előtti A kínai fiú c. részében, Charles Horvath, egy John Vinson nevű angol tengerészt, aki megverekszik Zorróval. Horvath magyar emigráns szülők gyerekeként született Pennsylvaniában.
Walt Disney Zorrója az eltelt több mint fél évszázad távlatából kultuszfilmmé és fogalommá lett, népszerűsége jelenleg is töretlen.

## Fontosabb szereplők
- Don Diego de la Vega/Zorro (Guy Williams): A sorozat főhőse. Bár Williams tanult énekelni és gitározni, de mégsem szerzett jártasságot ezekben, ezért a sorozatban nem ő énekel, énekhangja Bill Lee volt. Don Diego a történet kezdete előtt Spanyolországban tanult, majd apja kérésére tér haza Los Angelesbe. Mindenkivel elhiteti, hogy rossz vívó, és jobban érdeklik a könyvek és a művészet. Zorro álcája mögül száll szembe a zsarnoksággal.
- Bernardo (Gene Sheldon): Don Diego néma szolgája és bizalmasa, az első, aki tudja, kicsoda Zorro. Süketnémának tetteti magát, így kémkedik Zorrónak.
- Demetrio López García őrmester (Henry Calvin): Kövér, nehézfejű és kétbalkezes katona, Don Diego jó barátja, de Zorro ellenfele. Hűségesen végrehajtja feljebbvalói parancsait, de azért melegszívű ember.
- Don Alejandro de la Vega (George J. Lewis): Zorro apja. Forrófejű földbirtokos, akit felháborít az igazságtalanság, és elszomorítja, hogy fia látszólag nem tesz ellene semmit. George J. Lewis több Zorro filmben is szerepelt korábban: Zorro's Black Whip,[1] Ghost of Zorro[2]

| Guy Williams |  | Perlaki István Borbély László Barabás Kiss Zoltán |
| Gene Sheldon |  | néma szereplő                                     |

| Henry Calvin    |  | Farkas Antal Makay Sándor Kerekes József   |
| George J. Lewis |  | Képessy József Simon György Barbinek Péter |
| Don Diamond     |  | Illyés Barna Németh Gábor                  |

## Történet
Johnston McCulley 1950-ben adta el alkotása filmes jogait Mitchell Gertz Hollywood-i ügynöknek. Néhány év sikertelen értékesítési kísérlet után a sorozat felkeltette Walt Disney érdeklődését. Disney olyan projektet keresett, amelyből finanszírozni tudta készülő vidámparkját. A legtöbb tévécsatorna egy próba epizódot rendelt volna, ami egy időre leállította a forgatást. Az amerikai ABC csatorna végül végül a sorozatért cserébe bevezető rész nélkül is megadta Disney-nek a szükséges tőkét.
A díszletek építése 1955 júniusában kezdődött. Az előmunkálatok 208 000 dollárba kerültek. Az egyes epizódok elkészítése 50 000 és 100 000 dollár között mozogtak. Ez a korabeli viszonyok között igen jelentős összegnek számított.
A főszerepre több mint húsz színészt hallgattak meg. Végül Guy Williams kapta, aki a Disneyland: The Fourth Anniversary Show-ban debütált, 1957-ben.
Az első évad igen nagy nézőszámmal futott, ezért nem volt kétséges a folytatás sem. A sorozatnak a Walt Disney stúdió és az amerikai ABC csatorna közti tulajdonjogi vita vetett véget. Ennek ellenére készült négy egyórás epizód 1960. október 30-a és 1961. április 2-a között.
Disney sokáig reménykedett a folytatásban. A tulajdon jogokat 1967-ig minden évben kiváltotta, és Williams is két éven keresztül kapta a fizetését az el nem készült részek után.
A sorozat első két évadát 1992-ben kiszínezték.

## Cselekmény
A sorozat első évada két több epizódból álló történetre osztható. Az elsőben Don Diego-t apja hívására tér haza Los Angelesben, mert a város a zsarnok Monastario kapitány uralma alá került. Don Diego kiváló nevelésben részesült, bölcs és okos ifjú, aki ugyanakkor mesteri vívókiképzést kapott Spanyolországban a legjobb mesterektől. Még a hajón eldönti, hogy megjátssza a szelíd, bátortalan fiatalembert, aki legfeljebb a könyvek, a tudomány, a művészetek és a harmónia érdekel, ám titokban szembe fog szállni a parancsnokkal. Első akciója során Zorrónak az igazságtalanul börtönbe vetett Nacho Torres-t kell kiszabadítania, akinek később többször is a segítségére siet.
Monastario kapitány több tervet is kieszel az igazságosztó elfogására. Többek között felfogad egy Zorro hasonmást. Diego egy alkalommal civilben kénytelen szembe szállni az imposztorral, ebből a kapitány végül megsejti Zorro személyazonosságát. Ezért Bernardo ölti magára gazdája álruháját, hogy tisztázza. Monastario uralmának az alkirály látogatása vet véget.
A második folyamban Zorro egy sastollat fedez fel. Nemsokára kiderül, hogy a „Sas” fedőnevű összeesküvés a kaliforniai spanyol uralmat kívánja megdönteni és önálló, de zsarnoki hatalmat akar kiépíteni a gyarmaton. Először a város új rendőrbírájával Carlos Galindo-val kerül szembe, aki rejtélyes közvetlen összeköttetésben áll a Sassal: illegális úton pénzt szerez, demoralizálja az embereket és mindenféle törvénytelen dolgot hajt végre, hogy a fennálló törvényes vezetés tekintélyét aláássa. A magistrado mindent elkövet, hogy a város élére a sas emberét állítsa, akár úgy is, hogy végez az új kapitányokkal és szélhámost állít a helyükre. A bíróval végül az egyik embere végez.
A Sas újabb ügynököket küld Los Angelesbe, de egyikük sem jelent nagy kihívást Zorrónak. Végül a Sas maga utazik a városba. A végjátékot megelőzően is kiderül, hogy az illető nem más mint José Sebastian Varga, aki később alkormányzói rangot nyer Kalifornia déli része felett és hatalmával visszaélve próbálja keresztül vinni a tervét. Los Angelesbe azzal a feltett szándékkal helyezi központját, hogy ott majd maga leszámol Zorróval és apjával Don Alejandróval, aki saját kézbe veszi Kalifornia védelmének irányítását. Kisebb csetepaték után a Sas, aki azt hiszi megölte Zorrót, felkelést robbant ki és hatalmába keríti a várost. Nála tartózkodik az orosz cár követe, aki azonban vonakodik támogatni, mert Don Alejandróval még nem számolt le. Bár Varga és emberei elfogják Don Diegót és apját, de Diego ügyesen megszökik, Zorro álarcát újra felvéve kiszabadítja apját, riasztja a nemeseket és kemény harcban megtörik a Sas embereit. Zorro párbajban triumfál Varga felett, akinek az életét golyó oltja ki, a sebesült titkára révén, mert azt gyáván cserben hagyta, noha sokat tett érte.
A második évad több egy vagy néhány epizódos történetből áll.

## Hatása
A sorozatnak nagy hatása volt a Zorro legendára. Több változtatást történt az eredeti történetekhez képest, amik későbbi adaptációkban is visszaköszöntek. Az egyik ezek közül, hogy Diego vezetéknevét Vega-ról de la Vega-ra változtatták. Az őrmester neve Gonzales-ről Garciára változott. Az eredeti regényben és néhány feldolgozásban Zorro nem magányos hős volt.
Történt egy kísérlet a sorozat folytatására Zorro and Son (Zorro és fia) címmel 1981-ben. Az eredeti színészek közül senki sem játszotta volt szerepét. Ez a változat öt részt ért meg.
A sorozat elsöprő sikere folytán Európában több olasz rendező, mint például Rafael Romero Marchent, megpróbálta meglovagolni a sorozat sikerét és külön olasz Zorro-filmeket forgattak, ezek azonban népszerűtlenek maradtak. Az európai filmek közül az Alain Delon féle Zorro volt a legismertebb. Ebben az eredeti cselekményhez képest jelentős változtatások voltak, pl. Don Diego nappal valódi hatalom nélküli kormányzó volt, a gonosz Huerta ezredes bábja.

## Mozifilmek
Az első évad több összefüggő epizódját hosszabb filmmé illesztették össze az Amerikán kívüli forgalmazásra.
- Zorro jele (The Sign of Zorro, 1958) az első történetfolyam alapján.
- A fekete Zorro / Zorro, a bosszúálló (Zorro, the Avenger, 1959) a második történetfolyam vége alapján.

## Vívójelenetek
Guy Williams a forgatás megkezdése előtt szorgosan gyakorolta a kardvívást, ezért könnyen meg tudták vele tervezni a párbaj-jeleneteket. A sorozatbeli ellenfeleit alakító színészek esetében azonban ez többnyire problémát jelentett, mert csak kevesen értettek bármit is a kardhoz. A Monastariót alakító Britt Lomond járatos volt a kardforgatásban és ezen tudása miatt egyből megkapta a gonosz kapitány szerepét. Henry Calvin, mivel esetlen figurát alakított, aki a történet szerint sem tudja megfelelően forgatni a kardot, ezért számára csak apróságokat kellett betanítani, amelyek elegendők voltak egy kétbalkezes, de humoros párbajhoz. Más színészeknél, így Charles Korvinnál, szükség volt helyettesítő kaszkadőrre. Az adott színészhez a megfelelő magasságú és kinézetű helyettest kellett szerződtetni, akit még némi sminkkel, vagy parókával is elláttak, de az ilyen vívások esetében Zorro ellenfele mindig háttal állt a kamerának. Nagy segítséget jelentettek továbbá a széleskarimájú spanyol kalapok is, amelyeket a szereplők rendszerint viseltek az epizódokban. A kalapok jól takarták az ábrázatokat, s nem tűnt fel, hogy kaszkadőr végzi a vívást.

## Epizódok
Több magyar szinkron is készült. A sorozatot legelőbb 1969 október 5 és december 27 között adták, az első 26 részből adtak le 13-at. Később az 1990-es évek elején-közepén vasárnaponként a Disney-délutánok keretében is bemutatták a teljes sorozatot, de sosem egyszerre az összes részt: először 1992-ben adták le az első 22 részt fekete-fehérben. Később a színes verzió is eljutott Magyarországra, de csak a folytatásokat adták színesben: 1994-ben bemutatták a 23–54-es részeket, 1995-ben az 55–69-es részeket, majd 1996-ban az utolsó 8 részt is (70–78-ig).

### Első évad
| Sor. | Év. | MTV-s cím (1969 / 1992-94)                                                           | Duna TV-s cím (2009)             | Eredeti cím                     | Eredeti bemutató   | Magyar bemutató                                     | Magyar bemutató    |
| Sor. | Év. | MTV-s cím (1969 / 1992-94)                                                           | Duna TV-s cím (2009)             | Eredeti cím                     | Eredeti bemutató   | MTV                                                 | Duna TV            |
| ---- | --- | ------------------------------------------------------------------------------------ | -------------------------------- | ------------------------------- | ------------------ | --------------------------------------------------- | ------------------ |
| 1.   | 1.  | Szenyor Zorro (1. változat) Zorro bemutatkozik (2. változat)                         | Zorro színre lép                 | Presenting Señor Zorro          | 1957. október 10.  | 1969. október 5. (MTV) 1992. augusztus 30. (MTV1)   | 2009. december 22. |
| 2.   | 2.  | Zorro titkos tanyája (1. változat) Zorro titkos útja (2. változat)                   | A titkos bejárat                 | Zorro's Secret Passage          | 1957. október 17.  | 1969. október 12. (MTV) 1992. szeptember 6. (MTV1)  | 2009. december 23. |
| 3.   | 3.  | Zorro a missziónál                                                                   | Zorro a misszióra lovagol        | Zorro Rides to the Mission      | 1957. október 24.  | 1992. szeptember 13.                                | 2009. december 28. |
| 4.   | 4.  | A misszió kísértete                                                                  | A misszió kísértete              | The Ghost of the Mission        | 1957. október 31.  | 1992. szeptember 20.                                | 2009. december 29. |
| 5.   | 5.  | Zorro, a széptevő (1. változat) Zorro románca (2. változat)                          | Zorro románca                    | Zorro's Romance                 | 1957. november 7.  | 1969. október 19. (MTV) 1992. szeptember 27. (MTV1) | 2009. december 30. |
| 6.   | 6.  | Zorro megment egy jó barátot (1. változat) Zorro megment egy jóbarátot (2. változat) | Zorro megment egy barátot        | Zorro Saves a Friend            | 1957. november 14. | 1969. október 26. (MTV) 1992. október 4. (MTV1)     | 2009. december 31. |
| 7.   | 7.  | Monastario csapdát állít                                                             | Monastario csapdát állít         | Monastario Sets a Trap          | 1957. november 21. | 1969. november 2. (MTV) 1992. október 11. (MTV1)    | 2010. január 4.    |
| 8.   | 8.  | Zorro az erőszak ellen                                                               | Zorro, a félelem nélküli lovas   | Zorro's Ride Into Terror        | 1957. november 28. | 1992. október 18.                                   | 2010. január 5.    |
| 9.   | 9.  | A tárgyalás                                                                          | Tisztességes tárgyalás           | A Fair Trial                    | 1957. december 5.  | 1992. október 25.                                   | 2010. január 6.    |
| 10.  | 10. | Garcia titkos küldetése                                                              | Garcia őrmester titkos küldetése | Garcia's Secret Mission         | 1957. december 12. | 1969. november 8. (MTV) 1992. november 1. (MTV1)    | 2010. január 7.    |
| 11.  | 11. | A rejtélyes vacsora (1. változat) Dupla galiba Zorro miatt (2. változat)             | Az imposztor                     | Double Trouble for Zorro        | 1957. december 19. | 1969. november 16. (MTV) 1992. november 8. (MTV1)   | 2010. január 11.   |
| 12.  | 12. | Győzzön a szerencsésebb                                                              | A szerencsés párbajhős           | Zorro, Luckiest Swordsman Alive | 1957. december 26. | 1992. november 15.                                  | 2010. január 12.   |
| 13.  | 13. | Monastario bukása (1. változat) A váratlan látogató (2. változat)                    | Az alkirály látogatása           | The Fall of Monastario          | 1958. január 2.    | 1969. november 22. (MTV) 1992. november 22. (MTV1)  | 2010. január 13.   |
| 14.  | 14. | A gyanú árnyékában                                                                   | A kétség árnyéka                 | Shadow of Doubt                 | 1958. január 9.    | 1992. november 29.                                  | 2010. január 14.   |
| 15.  | 15. | Garcia, a vádlottak padján                                                           | Garcia, a vádlott                | Garcia Stands Accused           | 1958. január 16.   | 1992. december 6.                                   | 2010. január 18.   |
| 16.  | 16. | A sas rabszolgái (1. változat) Mire jó a madártoll? (2. változat)                    | A sas rabszolgái                 | Slaves of the Eagle             | 1958. január 23.   | 1969. november 30. (MTV) 1992. december 13. (MTV1)  | 2010. január 19.   |
| 17.  | 17. | A veszély varázsa                                                                    | A veszély csábos arca            | Sweet Face of Danger            | 1958. január 30.   | 1992. december 20.                                  | 2010. január 20.   |
| 18.  | 18. | Zorro megvív saját apjával                                                           | Zorro megvív az apjával          | Zorro Fights His Father         | 1958. február 6.   | 1992. december 27.                                  | 2010. január 21.   |
| 19.  | 19. | Mindent egy lapra                                                                    | A halál keveri a kártyát         | Death Stacks the Deck           | 1958. február 13.  | 1993. január 3.                                     | 2010. január 25.   |
| 20.  | 20. | A Sas ügynökei (1. változat) A Sas ügynöke (2. változat)                             | A Sas ügynöke                    | Agent of the Eagle              | 1958. február 20.  | 1969. december 7. (MTV) 1993. január 10. (MTV1)     | 2010. január 26.   |
| 21.  | 21. | Zorro elkerüli a csapdát (1. változat) Csapda (2. változat)                          | A csapda                         | Zorro Springs a Trap            | 1958. február 27.  | 1969. december 14. (MTV) 1993. január 17. (MTV1)    | 2010. január 27.   |
| 22.  | 22. | Zorro leleplezése                                                                    | Zorro lelepleződik               | The Unmasking of Zorro          | 1958. március 6.   | 1993. január 24.                                    | 2010. január 28.   |
| 23.  | 23. | A hegy titka                                                                         | A Sierra titka                   | Secret of the Sierra            | 1958. március 13.  | 1994. május 22.                                     | 2010. február 1.   |
| 24.  | 24. | Az új parancsok                                                                      | Az új városparancsok             | The New Commandante             | 1958. március 20.  | 1994. május 29.                                     | 2010. február 2.   |
| 25.  | 25. | A róka és a prérisakál (1. változat) A lóverseny (2. változat)                       | A róka és a kojot                | The Fox and the Coyote          | 1958. március 27.  | 1969. december 21. (MTV) 1994. június 5. (MTV1)     | 2010. február 3.   |
| 26.  | 26. | Ég Önnel, bíró úr! (1. változat) Isten Önnel, bíró úr! (2. változat)                 | Adios, Senor Magistrado          | Adios, Señor Magistrado         | 1958. április 3.   | 1969. december 27. (MTV) 1994. június 12. (MTV1)    | 2010. február 4.   |
| 27.  | 27. | A sas megjelenik                                                                     | A sasfiók                        | The Eagle's Brood               | 1958. április 10.  | 1994. június 19.                                    | 2010. február 8.   |
| 28.  | 28. | Zorro közelről                                                                       | Zorro helyett Zorro              | Zorro by Proxy                  | 1958. április 17.  | 1994. június 26.                                    | 2010. február 9.   |
| 29.  | 29. | Quintana dönt                                                                        | Quintana választ                 | Quintana Makes a Choice         | 1958. április 24.  | 1994. július 3.                                     | 2010. február 10.  |
| 30.  | 30. | Zorro és a puskapor                                                                  | A kanóc lángra lobban            | Zorro Lights a Fuse             | 1958. május 1.     | 1994. július 10.                                    | 2010. február 11.  |
| 31.  | 31. | Az ostoros férfi                                                                     | Az ostoros ember                 | The Man with the Whip           | 1958. május 8.     | 1994. július 17.                                    | 2010. február 15.  |
| 32.  | 32. | Az Andok keresztje                                                                   | Az Andok keresztje               | The Cross of the Andes          | 1958. május 15.    | 1994. július 24.                                    | 2010. február 16.  |
| 33.  | 33. | A veszélyes ostorcsapás                                                              | Az argentin testvér              | The Deadly Bolas                | 1958. május 22.    | 1994. július 31.                                    | 2010. február 17.  |
| 34.  | 34. | A halál kútja                                                                        | A halál kútja                    | The Well of Death               | 1958. május 29.    | 1994. augusztus 7.                                  | 2010. február 18.  |
| 35.  | 35. | Szorul a hurok                                                                       | Szorul a hurok                   | The Tightening Noose            | 1958. június 5.    | 1994. augusztus 14.                                 | 2010. február 22.  |
| 36.  | 36. | Az őrmester sajnálja a történteket                                                   | Az őrmester jóváteszi            | The Sergeant Regrets            | 1958. június 12.   | 1994. augusztus 21.                                 | 2010. február 23.  |
| 37.  | 37. | A Sas elhagyja fészkét                                                               | A Sas elhagyja a fészket         | The Eagle Leaves the Nest       | 1958. június 19.   | 1994. augusztus 28.                                 | 2010. február 24.  |
| 38.  | 38. | Bernardo szembenéz a halállal                                                        | Bernardo halálos veszélyben      | Bernardo Faces Death            | 1958. június 26.   | 1994. szeptember 4.                                 | 2010. február 25.  |
| 39.  | 39. | A döntés napja                                                                       | A Sas röpte                      | The Eagle's Flight              | 1958. július 3.    | 1994. szeptember 11.                                | 2010. március 1.   |

### Második évad
| Sor. | Év. | MTV-s cím (1994-96)          | Duna TV-s (2009) cím         | Eredeti cím                 | Eredeti bemutató   | Magyar bemutató      | Magyar bemutató   |
| Sor. | Év. | MTV-s cím (1994-96)          | Duna TV-s (2009) cím         | Eredeti cím                 | Eredeti bemutató   | MTV                  | Duna TV           |
| ---- | --- | ---------------------------- | ---------------------------- | --------------------------- | ------------------ | -------------------- | ----------------- |
| 40.  | 1.  | A monterey-i fogadtatás      | Isten hozta Monterey-ben!    | Welcome to Monterey         | 1958. október 9.   | 1994. szeptember 18. | 2010. március 2.  |
| 41.  | 2.  | Zorro magányos küzdelme      | Zorro egyedül száll harcba   | Zorro Rides Alone           | 1958. október 16.  | 1994. szeptember 25. | 2010. március 3.  |
| 42.  | 3.  | A különös ló                 | A fehér ló és lovasa         | Horse of Another Color      | 1958. október 23.  | 1994. október 2.     | 2010. március 4.  |
| 43.  | 4.  | A kisasszony dönt            | A senorita döntése           | The Señorita Makes a Choice | 1958. október 30.  | 1994. október 9.     | 2010. március 8.  |
| 44.  | 5.  | Randevú napnyugtakor         | A határidő naplemente        | Rendezvous at Sundown       | 1958. november 6.  | 1994. október 16.    | 2010. március 9.  |
| 45.  | 6.  | A parancs                    | Az új rend                   | The New Order               | 1958. november 13. | 1994. október 23.    | 2010. március 10. |
| 46.  | 7.  | Szemet szemért               | Szemet szemért               | An Eye for an Eye           | 1958. november 20. | 1994. október 30.    | 2010. március 11. |
| 47.  | 8.  | A fehér zászló               | Zorro és a fehér zászló      | Zorro and the Flag of Truce | 1958. november 27. | 1994. november 6.    | 2010. március 16. |
| 48.  | 9.  | A csapda                     | Csapda                       | Ambush                      | 1958. december 4.  | 1994. november 13.   | 2010. március 17. |
| 49.  | 10. | A tréfacsináló               | A tréfamester                | The Practical Joker         | 1958. december 11. | 1994. november 20.   | 2010. március 18. |
| 50.  | 11. | Az égő nyílvessző            | A tüzes nyíl                 | The Flaming Arrow           | 1958. december 18. | 1994. november 27.   | 2010. március 22. |
| 51.  | 12. | A párbaj                     | A párbaj                     | Zorro Fights a Duel         | 1958. december 25. | 1994. december 4.    | 2010. március 23. |
| 52.  | 13. | Kegyelem Zorrónak            | Zorro kegyelmet kap          | Amnesty for Zorro           | 1959. január 1.    | 1994. december 11.   | 2010. március 24. |
| 53.  | 14. | A szökevények                | A szökevények                | The Runaways                | 1959. január 8.    | 1994. december 18.   | 2010. március 25. |
| 54.  | 15. | A vasládikó                  | A vasláda                    | The Iron Box                | 1959. január 15.   | 1994. december 29.   | 2010. március 29. |
| 55.  | 16. | Váratlan vendég              | A léha lovag                 | The Gay Caballero           | 1959. január 22.   | 1995. szeptember 10. | 2010. március 30. |
| 56.  | 17. | Tornádó eltűnik              | Tornádó eltűnik              | Tornado Is Missing          | 1959. január 29.   | 1995. szeptember 17. | 2010. március 31. |
| 57.  | 18. | Zorro és Cupido              | Zorro kontra Cupido          | Zorro Versus Cupid          | 1959. február 5.   | 1995. szeptember 24. | 2010. április 1.  |
| 58.  | 19. | Zorro cselvetése             | Zorro legendája              | The Legend of Zorro         | 1959. február 12.  | 1995. október 1.     | 2010. április 6.  |
| 59.  | 20. | A bosszú                     | A bosszú szikrája            | Spark of Revenge            | 1959. február 19.  | 1995. október 8.     | 2010. április 7.  |
| 60.  | 21. | Az eltűnt apa                | Az eltűnt apa                | The Missing Father          | 1959. február 26.  | 1995. október 15.    | 2010. április 8.  |
| 61.  | 22. | Ki hisz Anitának?            | Higgyen nekem!               | Please Believe Me           | 1959. március 5.   | 1995. október 22.    | 2010. április 12. |
| 62.  | 23. | A medál                      | A bross                      | The Brooch                  | 1959. március 12.  | 1995. október 29.    | 2010. április 13. |
| 63.  | 24. | Zorro és a vadember          | Zorro és a hegylakó          | Zorro and the Mountain Man  | 1959. március 19.  | 1995. november 5.    | 2010. április 14. |
| 64.  | 25. | A vadember megszökik         | A véreb                      | The Hound of the Sierras    | 1959. március 26.  | 1995. november 12.   | 2010. április 15. |
| 65.  | 26. | Az embervadászat             | Fejvadászok                  | Manhunt                     | 1959. április 2.   | 1995. november 19.   | 2010. április 19. |
| 66.  | 27. | A spanyol vendég             | A spanyol                    | The Man from Spain          | 1959. április 9.   | 1995. november 26.   | 2010. április 20. |
| 67.  | 28. | A királynak szánt kincs      | A király kincse              | Treasure for the King       | 1959. április 16.  | 1995. december 3.    | 2010. április 21. |
| 68.  | 29. | A zsarnok leleplezése        | A zsarnok megbukik           | Exposing the Tyrant         | 1959. április 23.  | 1995. december 10.   | 2010. április 22. |
| 69.  | 30. | Zorro a dolgok közepébe vág  | A rókacsapda                 | Zorro Takes a Dare          | 1959. április 30.  | 1995. december 17.   | 2010. április 26. |
| 70.  | 31. | Harc a becsületért           | Becsületbeli ügy             | An Affair of Honor          | 1959. május 7.     | 1996. március 31.    | 2010. április 27. |
| 71.  | 32. | Garcia őrmester és a járvány | Az őrmester dühbe gurul      | The Sergeant Sees Red       | 1959. május 14.    | 1996. április 7.     | 2010. április 28. |
| 72.  | 33. | Halálos fenyegetés           | Meghívás a halálhoz          | Invitation to Death         | 1959. május 21.    | 1996. április 14.    | 2010. április 29. |
| 73.  | 34. | A kapitány lemond a tervéről | A kapitány nem adja fel      | The Captain Regrets         | 1959. május 28.    | 1996. április 21.    | 2010. május 4.    |
| 74.  | 35. | Jelmezbál gyilkos szándékkal | Az álarcosbál                | Masquerade for Murder       | 1959. június 4.    | 1996. április 28.    | 2010. május 5.    |
| 75.  | 36. | Éljen soká a kormányzó       | Sokáig éljen a kormányzó úr! | Long Live the Governor      | 1959. június 11.   | 1996. május 5.       | 2010. május 6.    |
| 76.  | 37. | A javasasszony               | A jövendőmondó               | The Fortune Teller          | 1959. június 18.   | 1996. május 12.      | 2010. május 10.   |
| 77.  | 38. | A kínai fogoly               | A kínai fiú                  | Señor China Boy             | 1959. június 25.   | 1996. május 19.      | 2010. május 11.   |
| 78.  | 39. | A titokzatos útonállók       | Aki kapja, marja!            | Finders Keepers             | 1959. július 2.    | 1996. május 26.      | 2010. május 12.   |

### Harmadik évad
A harmadik évad négy egyórás epizódból áll. Ez az évad Magyarországon eddig nem került bemutatásra.
| Sor. | Év. | Cím                   | Bemutató          |
| ---- | --- | --------------------- | ----------------- |
| 79.  | 1.  | El Bandido            | 1960. október 30. |
| 80.  | 2.  | Adios, El Cuchillo    | 1960. november 6. |
| 81.  | 3.  | The Postponed Wedding | 1961. január 1.   |
| 82.  | 4.  | Auld Acquaintance     | 1961. április 2.  |

## Adaptációk
A sorozatnak készült képregényváltozata, a neves képregényrajzoló Alex Toth és a Dell Kiadó révén. Először Four Color comics #882, #920, #933, #960, #976, #1003 és #1037 számaiban jelent meg, a borítókon a Zorro cím szerepelt. Ezután saját sorozatot kapott 8-15-ig számozva. A sorozat megszűnése után a Walt Disney's Comics and Stories sorozat 275-278-as számaiban szerepelt.